# ÖHB-Cup 2018/19
Der ÖHB-Cup 2018/19 war die 32. Austragung des österreichischen Handballcupwettbewerbs der Herren. UHK Krems gewann den Pokal gegen Bregenz Handball.

## Hauptrunden

### 1. Runde
| Datum, Uhrzeit           | Heimmannschaft                                  | Ergebnis          | Gastmannschaft                                                      |
| ------------------------ | ----------------------------------------------- | ----------------- | ------------------------------------------------------------------- |
| 14. Okt. 2018, 17:00 Uhr | HC Hohenems (LL) 4 Watzl                        | 18 : 27 (6 : 16)  | Union Leoben (1L) 5 Hallmann, Salbrechter                           |
| 18. Okt. 2018, 20:00 Uhr | Vöslauer HC (2L) 5 Schartel                     | 22 : 25 (10 : 12) | HC Bruck (2L) 5 Offner, Breg                                        |
| 20. Okt. 2018, 15:00 Uhr | ULZ Schwaz (LL) 8 Huber                         | 25 : 32 (12 : 19) | HSG Graz (1L) 8 Beloš                                               |
| 20. Okt. 2018, 19:00 Uhr | Union Sparkasse Korneuburg (2L) 6 Fazik         | 30 : 29 (15 : 18) | WAT Atzgersdorf (2L) 5 Milicevic                                    |
| 21. Okt. 2018, 15:00 Uhr | Union St. Pölten (2L) 7 Neumaier                | 26 : 40 (11 : 17) | Handballclub Fivers Margareten (1L) 5 Martinović M., Jonas, Damböck |
| 21. Okt. 2018, 17:00 Uhr | Union Handball Club Tulln (RLO) 11 Schmölz      | 25 : 29 (13 : 16) | SC kelag Ferlach (1L) 5 Mujanovic, Spitinger                        |
| 21. Okt. 2018, 17:00 Uhr | UHC Eggenburg (LL) 9 Ruf                        | 30 : 38 (16 : 19) | UHC Erste Bank Hollabrunn (2L) 10 Graninger                         |
| 21. Okt. 2018, 17:00 Uhr | SK Keplinger-Traun (LL) 12 Gschwandtner         | 29 : 28 (15 : 14) | ATV Auto Pichler Trofaiach (2L) 8 Stojisavljevic                    |
| 21. Okt. 2018, 17:00 Uhr | WAT Fünfhaus Handball (RLO) 10 Mayr-Pranzeneder | 26 : 32 (12 : 17) | Handball Tirol (1L) 7 Spendier                                      |
| 21. Okt. 2018, 17:00 Uhr | HC BW Feldkirch (LL) 17 Springhetti             | 38 : 40 (16 : 17) | Schlafraum.at Kärnten (2L) 9 Demsar                                 |
| 21. Okt. 2018, 18:00 Uhr | HIB Handball Graz (RLO) 10 Cancar               | 29 : 32 (13 : 21) | HSG Raiffeisen Bärnbach/Köflach (2L) 10 Bonic, Djurdejevic          |
| 21. Okt. 2018, 18:00 Uhr | HC Linz AG (1L) 6 Sivic                         | 26 : 32 (14 : 15) | UHK Krems (1L) 6 Schafler                                           |
| 21. Okt. 2018, 19:00 Uhr | WAT Atzgersdorf/1B (LL) 5 Hemmes                | 18 : 32 (8 : 16)  | Handballclub Fivers Margareten 2 (2L) 6 Nicolussi                   |

### Achtelfinale
| Datum, Uhrzeit          | Heimmannschaft                                    | Ergebnis          | Gastmannschaft                                                    |
| ----------------------- | ------------------------------------------------- | ----------------- | ----------------------------------------------------------------- |
| 2. Dez. 2018, 18:00 Uhr | Union Sparkasse Korneuburg (2L) 5 Rajic           | 28 : 33 (11 : 17) | SC Ferlach (1L) 7 Pomorisac                                       |
| 9. Dez. 2018, 14:30 Uhr | UHC Erste Bank Hollabrunn (2L) 5 Kljajic          | 17 : 37 (9 : 19)  | HSG Graz (1L) 6 Scherr                                            |
| 9. Dez. 2018, 17:00 Uhr | Alpla HC Hard (1L) 6 Raschle                      | 30 : 24 (17 : 12) | SG Handball West Wien (1L) 5 Jelinek, Pratschner                  |
| 9. Dez. 2018, 18:00 Uhr | HSG Raiffeisen Bärnbach/Köflach (2L) 7 Bellina C. | 37 : 16 (21 : 8)  | Handballclub Fivers Margareten 2 (2L) 4 Saric, Ganelg P., Haunold |
| 9. Dez. 2018, 18:00 Uhr | HC Bruck (2L) 7 Offner                            | 22 : 34 (11 : 14) | Bregenz Handball (1L) 7 Ešegović                                  |
| 9. Dez. 2018, 18:00 Uhr | Schlafraum.at Kärnten (2L) 4 Jochum P.            | 16 : 34 (7 : 14)  | Sparkasse Schwaz Handball Tirol (1L) 6 Miskovez                   |
| 9. Dez. 2018, 18:00 Uhr | Handballclub Fivers Margareten (1L) 8 Pehlivan    | 33 : 27 (15 : 15) | Union Leoben (1L) 6 Jandl, Djukic                                 |
| 9. Dez. 2018, 18:00 Uhr | SK Keplinger-Traun (LL) 6 Zulehner                | 22 : 37 (8 : 15)  | UHK Krems (1L) 9 Kandolf                                          |

### Viertelfinale
| Datum, Uhrzeit          | Heimmannschaft                                     | Ergebnis          | Gastmannschaft                                  |
| ----------------------- | -------------------------------------------------- | ----------------- | ----------------------------------------------- |
| 3. Feb. 2019, 15:30 Uhr | HSG Graz (1L) 5 Skol, Aljetic                      | 24 : 30 (17 : 12) | UHK Krems (1L) 7 Posch                          |
| 3. Feb. 2019, 17:00 Uhr | Bregenz Handball (1L) 5 Frühstück, Kikanović       | 27 : 26 (13 : 13) | Handballclub Fivers Margareten (1L) 7 Schweiger |
| 3. Feb. 2019, 18:00 Uhr | HSG Raiffeisen Bärnbach/Köflach (2L) 10 Djurdjevic | 23 : 24 (11 : 13) | Alpla HC Hard (1L) 6 Raschle                    |
| 3. Feb. 2019, 19:00 Uhr | Handball Tirol (1L) 6 Semikov, Feichtinger         | 30 : 23 (15 : 10) | SC Ferlach (1L) 6 Gonzalez                      |

## Finalrunden
Die Endrunde, das Final Four, findet im Messestadion Dornbirn am 19. und 20. April 2019 statt.

### Halbfinale
Die Spiele der Halbfinals fanden am 19. April 2019 statt. Der Gewinner jeder Partie zog in das Finale des ÖHB-Cups 2019 ein.
| UHK Krems    | UHK Krems         | UHK Krems   | UHK Krems | UHK Krems  | 31 (16) | - | 29 (12) | Alpla HC Hard | Alpla HC Hard | Alpla HC Hard | Alpla HC Hard      | Alpla HC Hard |
| ------------ | ----------------- | ----------- | --------- | ---------- | ------- | - | ------- | ------------- | ------------- | ------------- | ------------------ | ------------- |
| Rückennummer | Spieler           | Gelbe Karte |           | Rote Karte | Tore    |   | Tore    | Gelbe Karte   |               | Rote Karte    | Spieler            | Rückennummer  |
| 1            | Gregory Musel     |             |           |            | 0       |   | 0       |               |               |               | Thomas Hurich      | 1             |
| 3            | Jakob Jochmann    |             |           |            | 6       |   | 0       |               |               |               | Maximilian Hermann | 2             |
| 5            | Leonard Schafler  |             |           |            | 2       |   | 1       |               |               |               | Konrad Wurst       | 3             |
| 10           | Tobias Auß        |             |           |            | 1       |   | 0       |               |               |               | Theo Surblys       | 4             |
| 14           | Fabian Posch      |             |           |            | 3       |   | 5       |               |               |               | Dominik Schmid     | 6             |
| 15           | Kenan Hasecic     |             |           |            | 0       |   | 4       |               | 1             |               | Luca Raschle       | 7             |
| 16           | Florian Deifl     |             |           |            | 0       |   | 5       | 1             | 1             |               | Boris Zivkovic     | 20            |
| 21           | Gábor Hajdú       | 1           | 3         | 1          | 1       |   | 0       |               |               |               | Niklas Schiller    | 11            |
| 23           | Michal Shejbal    |             |           |            | 1       |   | 0       |               |               |               | Nejc Zmavc         | 15            |
| 25           | Gunnar Prokop II. |             |           |            | 1       |   | 0       |               |               |               | Paul Schwärzler    | 24            |
| 26           | Lucijan Fizuleto  |             |           |            | 5       |   | 1       |               |               | 1             | Michael Knauth     | 21            |
| 30           | David Nigg        |             |           |            | 6       |   | 0       |               |               |               | Thomas Weber       | 29            |
| 31           | Günther Walzer    |             |           |            | 0       |   | 2       |               |               |               | Gerald Zeiner      | 28            |
| 33           | Thomas Kandolf    |             | 1         |            | 5       |   | 3       |               | 1             |               | Lukas Schweighofer | 29            |
| 40           | Oliver Nikic      | 1           | 1         |            | 0       |   | 0       |               | 1             |               | Golub Doknić       | 32            |
| 95           | Marko Simek       |             | 1         |            | 0       |   | 3       |               | 2             |               | Ivan Horvat        | 37            |
| Trainer      | Ibish Thaqi       | 1           |           |            |         |   |         | 1             |               |               | Klaus Gärtner      | Trainer       |

| Handball Tirol | Handball Tirol        | Handball Tirol | Handball Tirol | Handball Tirol | 20 (8) | - | 24 (12) | Bregenz Handball | Bregenz Handball | Bregenz Handball | Bregenz Handball    | Bregenz Handball |
| -------------- | --------------------- | -------------- | -------------- | -------------- | ------ | - | ------- | ---------------- | ---------------- | ---------------- | ------------------- | ---------------- |
| Rückennummer   | Spieler               | Gelbe Karte    |                | Rote Karte     | Tore   |   | Tore    | Gelbe Karte      |                  | Rote Karte       | Spieler             | Rückennummer     |
| 2              | Alexander Wanitschek  |                |                |                | 1      |   | 0       |                  |                  |                  | Goran Aleksić       | 1                |
| 8              | Sebastian Spendier    |                |                |                | 5      |   | 0       |                  |                  |                  | Lukas Frühstück     | 6                |
| 9              | Florian Schwarz       |                |                |                | 0      |   | 0       |                  | 3                | 1                | Povilas Babarskas   | 7                |
| 10             | Isak Rafnsson         |                |                |                | 1      |   | 1       | 1                |                  |                  | Marko Coric         | 10               |
| 13             | Alexander Pyshkin     |                |                |                | 1      |   | 3       |                  |                  |                  | Marian Klopcic      | 15               |
| 20             | Clemens Wilfing       |                |                |                | 0      |   | 0       |                  |                  |                  | Ralf Patrick Häusle | 16               |
| 21             | Armin Hochleitner     |                |                |                | 5      |   | 1       |                  |                  |                  | Severin Lampert     | 17               |
| 26             | Michael Miskovez      |                | 1              |                | 1      |   | 2       |                  |                  |                  | Nico Schnabl        | 19               |
| 28             | Sebastian Feichtinger |                | 1              |                | 3      |   | 4       |                  | 3                | 1                | Ante Ešegović       | 20               |
| 34             | Philipp Igbinoba      |                |                |                | 0      |   | 0       |                  |                  |                  | Robin Kritzinger    | 22               |
| 44             | Dario Lochner         |                | 1              |                | 2      |   | 0       |                  |                  |                  | Florian Mohr        | 26               |
| 57             | Balthasar Huber       | 1              |                |                | 1      |   | 1       |                  |                  |                  | Clemens Gangl       | 28               |
| 66             | Philip Walski         |                |                |                | 0      |   | 3       |                  |                  |                  | Alexander Wassel    | 29               |
| 76             | Jost Perovsek         |                |                |                | 0      |   | 0       |                  |                  |                  | Claudio Svecak      | 29               |
|                |                       |                |                |                |        |   | 4       |                  |                  |                  | Vlatko Mitkov       | 71               |
|                |                       |                |                |                |        |   | 5       |                  | 1                |                  | Luka Kikanović      | 77               |
| Trainer        | Frank Bergemann       |                |                |                |        |   |         |                  |                  |                  | Markus Burger       | Trainer          |

### Finale
Das Finale fand am 20. April 2019 statt. Der Gewinner der Partie ist Sieger des ÖHB-Cups 2018/19.
| UHK Krems    | UHK Krems        | UHK Krems   | UHK Krems | UHK Krems  | 23 (8) | - | 19 (10) | Bregenz Handball | Bregenz Handball | Bregenz Handball | Bregenz Handball    | Bregenz Handball |
| ------------ | ---------------- | ----------- | --------- | ---------- | ------ | - | ------- | ---------------- | ---------------- | ---------------- | ------------------- | ---------------- |
| Rückennummer | Spieler          | Gelbe Karte |           | Rote Karte | Tore   |   | Tore    | Gelbe Karte      |                  | Rote Karte       | Spieler             | Rückennummer     |
| 1            | Gregory Musel    |             |           |            | 0      |   | 0       |                  |                  |                  | Goran Aleksić       | 1                |
| 3            | Jakob Jochmann   |             | 1         |            | 4      |   | 2       |                  |                  |                  | Lukas Frühstück     | 6                |
| 5            | Leonard Schafler |             |           |            | 0      |   | 5       |                  | 1                |                  | Povilas Babarskas   | 7                |
| 10           | Tobias Auß       |             |           |            | 0      |   | 2       |                  | 1                |                  | Marko Coric         | 10               |
| 14           | Fabian Posch     |             | 1         |            | 4      |   | 2       |                  | 2                |                  | Marian Klopcic      | 15               |
| 15           | Kenan Hasecic    |             |           |            | 0      |   | 0       |                  |                  |                  | Ralf Patrick Häusle | 16               |
| 16           | Florian Deifl    |             |           |            | 0      |   | 1       |                  |                  |                  | Severin Lampert     | 17               |
| 21           | Gábor Hajdú      |             | 1         |            | 0      |   | 0       | 1                | 1                |                  | Nico Schnabl        | 19               |
| 23           | Michal Shejbal   |             |           |            | 0      |   | 4       | 1                |                  |                  | Ante Ešegović       | 20               |
| 25           | Gunnar Prokop    | 1           | 1         |            | 5      |   | 0       |                  |                  |                  | Robin Kritzinger    | 22               |
| 26           | Lucijan Fizuleto |             |           |            | 3      |   | 0       |                  |                  |                  | Florian Mohr        | 26               |
| 30           | David Nigg       | 1           |           |            | 3      |   | 1       |                  | 1                |                  | Clemens Gangl       | 28               |
| 31           | Günther Walzer   |             | 1         |            | 0      |   | 0       |                  | 1                |                  | Alexander Wassel    | 29               |
| 33           | Thomas Kandolf   |             |           |            | 2      |   | 0       |                  |                  |                  | Claudio Svecak      | 29               |
| 40           | Oliver Nikic     |             |           |            | 0      |   | 1       |                  | 1                |                  | Vlatko Mitkov       | 71               |
| 95           | Marko Simek      |             | 1         |            | 2      |   | 1       |                  |                  |                  | Luka Kikanović      | 77               |
| Trainer      | Ibish Thaqi      |             |           |            |        |   |         |                  |                  |                  | Markus Burger       | Trainer          |